# مارتين بيريز (سياسي)
مارتين بيريز (بالإسبانية: Martín Pérez Monteverde)‏ هو سياسي بيروفي، ولد في 1965 في ليما في بيرو. حزبياً، نشط في National Unity (Peru) ‏. وقد انتخب عضو مجلس الشيوخ البيروفي ‏.